# Polyrhachis phalerata
Polyrhachis phalerata é uma espécie de formiga do gênero Polyrhachis, pertencente à subfamília Formicinae.